# Chiesa di San Martino di Licciorno
La chiesa di San Martino di Licciorno è stato un luogo di culto cattolico situato nella frazione di Prato Sopralacroce nel comune di Borzonasca, nella città metropolitana di Genova. I ruderi della chiesa sono raggiungibili esclusivamente a piedi lungo il percorso boschivo che dalla località di Vallepiana si collega a Borzonasca e ad altre località del territorio.

## Storia e descrizione

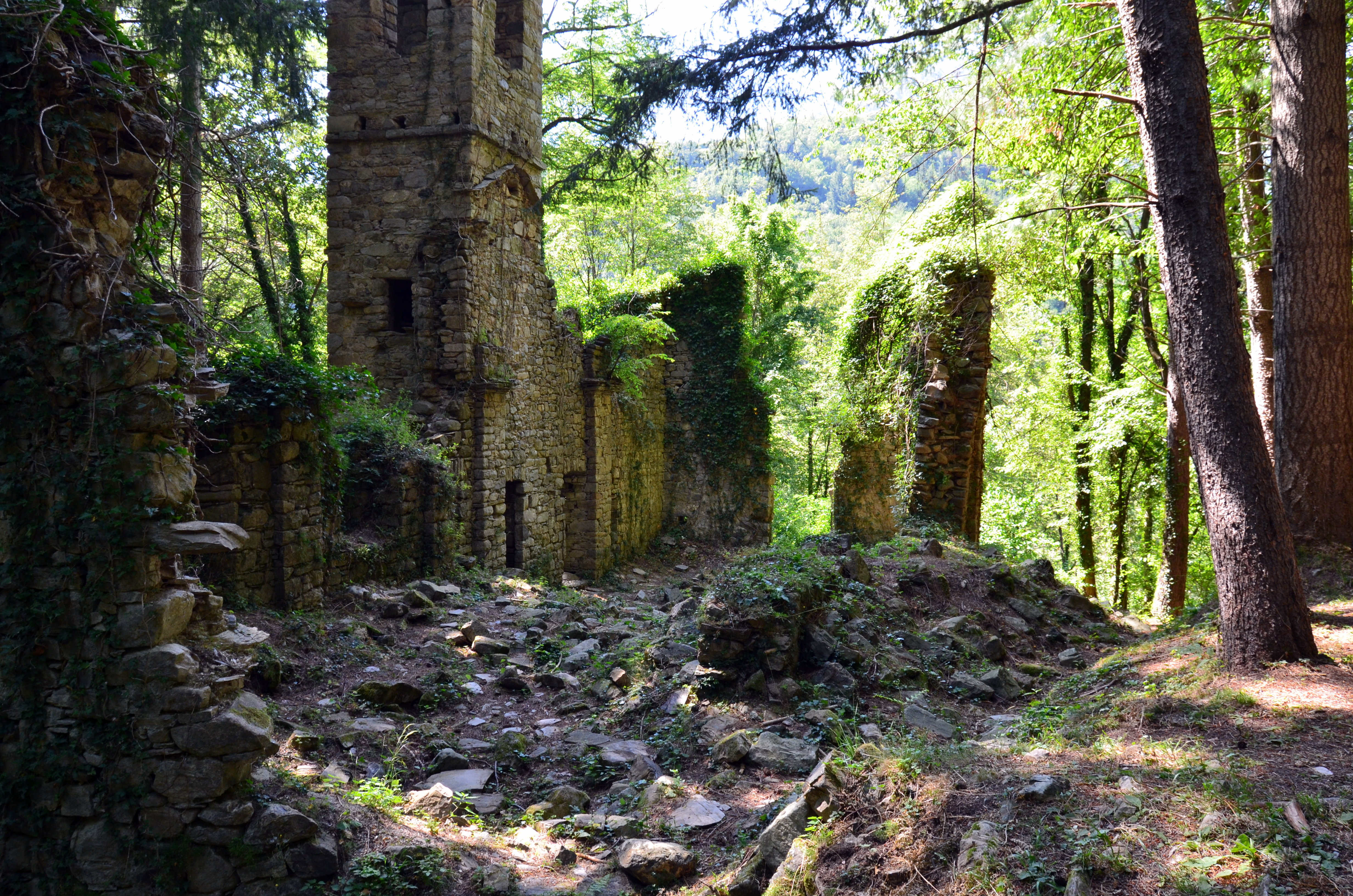
Particolare della chiesa

La prima citazione dell'edificio è risalente ad un atto notarile del 1288, nel quale viene dato incarico ad un tal Guglielmo e ad un altro canonico di Lavagna (di cui non si conosce il nome) di procedere all'elezione di un nuovo rettore nelle vacanti chiese "de Santa Maria de Supracruce e di San Martino di Licciorno"; fu eletto priore prete Guglielmo di Borzone.
Non si conosce la reale datazione di fondazione della chiesa che, stando ad una primaria e non ancora ben approfondita esamina archeologica delle architetture murarie, potrebbe essere avvenuta comunque in epoca medievale come asseriscono fonti tramandate oralmente. Tuttavia la muratura attuale, parzialmente crollata e in alcuni punti allo stato di rudere, potrebbe essere il frutto di un rifacimento o ampliamento avvenuto tra il XVII e il XVIII secolo. Rimane, però, probabile una sua primaria edificazione nel medioevo, anche per l'appellativo della chiesa, intitolata a quel vescovo di Tours Martino, che usualmente si riferisce ad un'epoca ambrosiana o longobarda.
Un documento del 1366 citerebbe, oltre alla "villa de Axereti", pure una "villa de Lizurno", e proprio il termine "villa" (inteso come "nucleo") potrebbe testimoniare l'esistenza nei pressi della chiesa anche di un antico nucleo abitato, ad oggi scomparso.
Un'altra fonte cartacea del 1491 certifica la dipendenza della chiesa di Licciorno alla nuova parrocchiale di Santa Maria Assunta di Prato Sopralacroce.

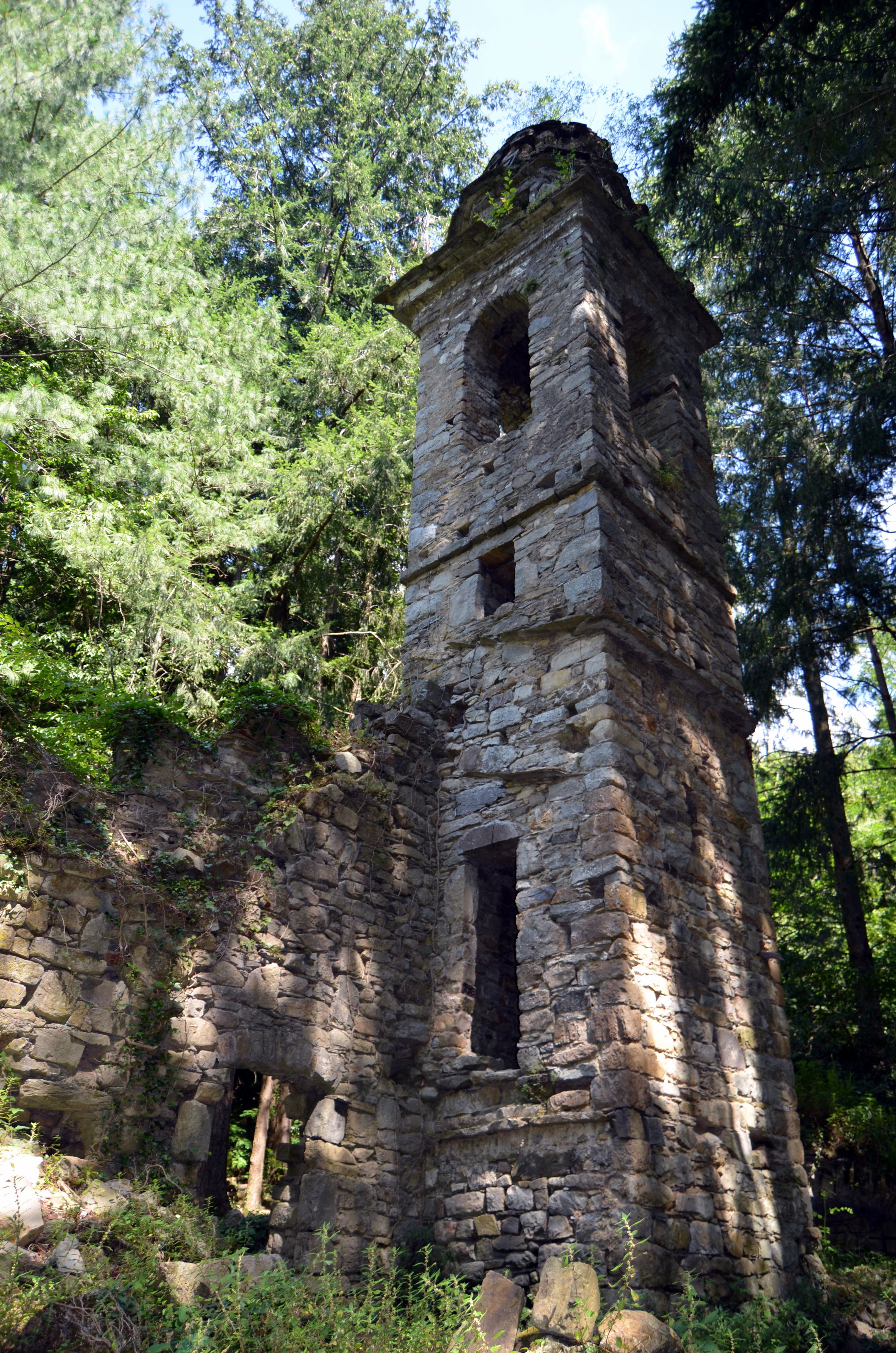
Particolare della torre campanaria

Nel 1768 venne rifatto l'altare maggiore e altri documenti citano una struttura religiosa ancora aperta al culto, con la celebrazione eucaristica nel solo giorno della ricorrenza liturgica di san Rocco (16 agosto), con la presenza della canonica e del campanile munito di due campane.
Forse anche per l'ubicazione un po' impervia, lungo l'antico sentiero boschivo che dalla località di Vallepiana permette di raggiungere Borzone con la sua abbazia e, a seguire, Borzonasca, la chiesa di San Martino di Licciorno venne chiuso al culto e abbandonata presumibilmente a partire da metà Ottocento.
La pala raffigurante i Santi Rocco, Martino, Antonio abate e Lorenzo che intercedono presso la Vergine Maria e la Santissima Trinità per le anime del purgatorio - di scuola pittorica genovese del primo Settecento, forse della bottega di Domenico Piola - conservata nella parrocchiale di Prato Sopralacroce - sarebbe appartenuta in origine, così come tramandato oralmente, alla chiesa di Licciorno e da lì trasferita in epoca incerta.